# مرسيدس غونزاليس
مرسيدس جونزاليس (من مواليد 11 يوليو 1963) هي متسابقة موتوكروس (سباقات الدراجات الترابية) محترفة إسبانية سابقة. وهي واحدة من أكثر المتسابقات نجاحًا في تاريخ سباقات الدراجات النارية الترابية. حصلت على لقب بطلة موتوكروس للسيدات خمس مرات في بطولة لوريتا لين الوطنية للهواة، كما فازت بلقب بطلة موتوكروس للسيدات تسع مرات. تُعد بطولاتها الوطنية التسع الأكثر من قبل أي متسابقة في تاريخ رياضة الموتوكروس الأمريكية.

## روابط خارجية
- مرسيدس غونزاليس على موقع أرشيف الدراجات (الإنجليزية)